# Remon van de Hare
Remon van de Hare (né le 23 mai 1982 à Amsterdam) est un joueur néerlandais de basket-ball évoluant au poste de pivot.

## Carrière

### Palmarès
- Champion d'Europe 2002-2003 avec le FC Barcelone